# Пожарский, Николай Митрофанович
Николай Митрофанович Пожарский (Пожарнов) (6 мая 1899, Клин, Тульская губерния — 12 сентября 1945, Москва) — командующий артиллерией 8-й гвардейской армии (1942—1945), гвардии генерал-лейтенант артиллерии (1944), Герой Советского Союза (1945).

## Биография
Николай Митрофанович Пожарский родился 22 апреля (6 мая) 1899 года в селе Клин (ныне — Венёвского района Тульской области) в крестьянской семье.
Получив среднее образование, в 13-летнем возрасте уехал в Москву, где работал «мальчиком» в купеческих лавках. Через некоторое время начал посещать рабочие марксистские кружки.
После возвращения в родное село в 1917 году Николай Пожарский выступал против кулаков и помещиков.
В 1917 году вступил в РКП(б). В Москве активно участвовал в борьбе за установление Советской власти.

## Военная служба
В РККА вступил в 1918 года, воевал против войск А. Колчака, а также подавлял восстание в Кронштадте. В том же году окончил артиллерийские курсы усовершенствования командного состава РККА.

### Межвоенные годы
С 1921 по 1931 годы Пожарский служил в регулярный частях и частях особого назначения, а также являлся секретарём партийной ячейки, членом партийной комиссии, членом Епифанских уездного комитета партии и уездного исполнительного комитета рабочих, крестьянских и солдатских депутатов, Чулковского районного исполнительного комитета Тулы. В 1929 и 1936 годах окончил курсы усовершенствования командного состава.
Постановлением № 945 Совета Народных Комиссаров СССР от 4 июня 1940 года Николаю Митрофановичу Пожарскому было присвоено воинское звание «генерал-майор артиллерии».
Перед войной Николай Пожарский служил на Дальнем Востоке в должности начальника 102-го укреплённого района.

### Великая Отечественная война
С июня 1941 года — на фронтах Великой Отечественной войны.
С середины 1942 года до своей кончины Пожарский в 62-й (с 16 апреля 1943 года — 8-й гвардейской) армии служил заместителем командующего артиллерией, а 18 сентября 1942 года вступил в должность командующего артиллерией.
Постановлением Совнаркома СССР от 19 марта 1944 года Н. М. Пожарскому присвоено звание генерал-лейтенант артиллерии.
От Сталинграда генерал Пожарский прошёл через Украину, Польшу, Германию к Берлину.
Командующий артиллерией 8-й гвардейской армии генерал-лейтенант артиллерии Пожарский особо отличился в Висло-Одерской наступательной операции. Он, грамотно организовав и спланировав применение артиллерии 8-й гвардейской армии, 14 января 1945 года руководил артиллерийским наступлением с магнушевского плацдарма.
Указом Президиума Верховного Совета СССР от 6 апреля 1945 года за умелое руководство артиллерией армии при прорыве обороны противника на западном берегу реки Висла и обеспечение наступления армии гвардии генерал-лейтенанту артиллерии Николаю Митрофановичу Пожарскому было присвоено звание Героя Советского Союза с вручением ордена Ленина и медали «Золотая Звезда» (№ 5173).
Скоропостижно скончался 12 сентября 1945 года на 47-м году жизни.
Прах Героя покоится в 1-м Московском крематории (Донском; 1-й Донской проезд), главный зал, колумбарий № 2.

## Награды
- Медаль «Золотая Звезда»;
- Два ордена Ленина;
- Четыре ордена Красного Знамени;
- Орден Кутузова 1-й степени[2];
- Орден Богдана Хмельницкого 1-й степени;
- Орден Суворова 2-й степени;
- Орден Красной Звезды;
- Медали СССР[3].